# Johann Georg Rauppe
Johann Georg Rauppe (Stettin, aleshores a Alemanya, avui Szczecin, Polònia, 7 de juliol de 1762 - Amsterdam, Països Baixos, 15 de juny de 1814) fou un violoncel·lista alemany.
A Berlín fou deixeble de Jean Pierre Duport, i efectuà gires artístiques per l'Alemanya septentrional, Suècia i Dinamarca. Hi va recollir molts llorers per la seva vigorosa execució i per la bellesa del so que arrencava del seu instrument. El 1876 s'establí a Amsterdam, on aconseguí la plaça de primer violoncel del teatre alemany.
Quan la seva esposa va morir el 1813 es va deprimir i va suïcidar-se l'any següent.